# Holländarn (tv-opera)
Holländarn är en opera från 1967, gjord för tv, baserad på August Strindbergs ofullbordade pjäs Holländarn. Tv-operan av Ingvar Lidholm, i regi av Åke Falck hade premiär på SVT klockan 21:25 söndagen den 10 december 1967. Dagen därpå sändes en dokumentär av Lennart Malmer om inspelningen av föreställningen. Operan har bara två roller: Lilith, spelad av Elisabeth Söderström och Holländarn spelad av Erik Sædén. Musiken framfördes av Sveriges Radios Symfoniorkester dirigerad av Herbert Blomstedt och Kammarkören dirigerad av Eric Ericson. Scenografin gjordes av Rolf Alexandersson. Operan var en samproduktion mellan Sveriges Radio och Westdeutscher Rundfunk.

## Källa
- Nutida Musik (1967/68) Holländarn, vol.11, nr.3/4, sid:1–29